# Donquickeia incompleta
Donquickeia incompleta är en stekelart som först beskrevs av Marsh 1993.  Donquickeia incompleta ingår i släktet Donquickeia och familjen bracksteklar. Inga underarter finns listade i Catalogue of Life.